# Zelandotipula catamarcensis
Zelandotipula catamarcensis is een tweevleugelige uit de familie langpootmuggen (Tipulidae). De soort komt voor in het Neotropisch gebied.